# (32530) 2001 PW12
2001 بي دابليو 12 (ويعرف أيضًا باسم (32530) 2001 بي دابليو 12 وفق تسمية الكوكب الصغير) (بالإنجليزية: 2001 PW12)‏ هو كويكب ضمن حزام الكويكبات؛ وترتيبه 32530 من حيث الاكتشاف.
اكتُشف هذا الجُرم الفلكي بواسطة Jaume Nomen ‏ في 12 أغسطس 2001.

## وصلات خارجية
- (32530) 2001 PW12 في قاعدة بيانات مختبر الدفع النفاث لأجرام النظام الشمسي الصغيرة

- الاكتشاف · مخطط المدار ·  العناصر المدارية · المعلمات المادية

- (32530) 2001 PW12 على موقع ويكي سكاي: DSS2, SDSS, GALEX, IRAS, Hydrogen α, X-Ray, Astrophoto, Sky Map, Articles and images